# Ptychochromis grandidieri
Ptychochromis grandidieri е вид лъчеперка от семейство Цихлиди (Cichlidae).

## Разпространение
Видът е разпространен в Мадагаскар.